# Lonchocarpus chrysophyllus
Lonchocarpus chrysophyllus är en ärtväxtart som beskrevs av Anthonia Kleinhoonte. Lonchocarpus chrysophyllus ingår i släktet Lonchocarpus och familjen ärtväxter. Inga underarter finns listade i Catalogue of Life.